# 高忠谦
高忠谦（1943年3月—），男，辽宁朝阳人，中华人民共和国政治人物，曾任中国机械冶金工会主席，中华全国总工会主席团委员，第八、九届全国政协委员。